# Johann Christoph Wilhelm Maschke
Johann Christoph Wilhelm Maschke (* 22. Februar 1784 in Mrotschen; † 10. Juni 1863 in Breslau) war ein preußischer Generalmajor.

## Leben

### Herkunft
Seine Eltern waren der Domänenbeamte Christoph Maschke und dessen Ehefrau Marianne Elisabeth, geborene Meyer (Majczowna).

### Militärkarriere
Maschke trat nach dem Besuch des Gymnasiums in Posen im Jahr 1800 in das Feldartilleriekorps der Preußischen Armee ein und nahm während des Vierten Koalitionskrieges an der Verteidigung von Küstrin teil. Nach dem Krieg avancierte er Anfang November 1809 zum Sekondeleutnant in der Brandenburgischen Artillerie-Brigade. Während der Befreiungskriege nahm er an der Blockade von Glogau sowie der Schlacht bei Dresden teil. Nachdem er für Kulm eine Belobigung erhalten hatte, wurde Maschke für Leipzig mit dem Eisernen Kreuz II. Klasse ausgezeichnet. 1814 kämpfte er bei Arcis-sur-Aube, wurde bei Paris verwundet und mit dem Orden des Heiligen Wladimir IV. Klasse ausgezeichnet.
Am 21. Mai 1815 kam er als Premierleutnant in die Garde-Artilleriebrigade und unter Beförderung zum Kapitän am 23. Mai 1816 in die 5. Artillerie-Brigade. Am 20. Juni 1822 wurde Maschke Adjutant der Generalinspektion der Artillerie und in dieser Stellung am 26. Juli 1823 der Garde-Artilleriebrigade aggregiert. Am 19. Juni 1823 wurde er Artillerieoffizier vom Platz in Glogau. Mit der Beförderung zum Major erfolgte am 15. Dezember 1828 seine Ernennung zum Abteilungskommandeur in der 1. Artillerie-Brigade. Am 30. März 1836 beauftragte man ihn dann zunächst mit der Führung der 5. Artilleriebrigade und ernannte Maschke am 14. Januar 1837 zum Brigadier. Anlässlich des Ordensfestes erhielt er im Januar 1838 den Roten Adlerorden III. Klasse mit Schleife und stieg bis Anfang April 1842 zum Oberst auf. Vom 14. März 1848 bis zum 19. März 1849 war Maschke Kommandant von Breslau. Anschließend wurde er unter Verleihung des Charakters als Generalmajor mit Pension aus dem Militärdienst verabschiedet. Er starb am 10. Juni 1863 in Breslau und wurde dort am 13. Juni 1863 beigesetzt.

### Familie
Maschke heiratete am 24. Juli 1817 in Posen Karoline Emilie Götte (1797–1867), eine Tochter des Kaufmanns Johann Jakob Götte. Das Paar hatte zwei Söhne und zwei Töchter.